# Vera Karélina
Vera Márkovna Karélina (de soltera, Márkova; en ruso: Вера Марковна Карелина; 1870–1931) fue una activista obrera y revolucionaria rusa. Fue una de las figuras que lideraron la Asamblea de Trabajadores Rusos de Fábricas y Molinos de San Petersburgo de Gueorgui Gapón y la marcha del Domingo Sangriento.

## Primeros años
Vera Márkovna Márkova nació en 1870 y fue entregada al hospital de niños expósitos de San Petersburgo a corta edad. Durante un tiempo, vivió con campesinos pobres en la cercana ciudad de Yamburgo y asistió a la escuela del pueblo. A los 14 años, regresó al orfanato y fue asignada al trabajo técnico. En 1890, dejó el orfanato para trabajar de tejedora en una fábrica de algodón.

## Introducción al movimiento obrero

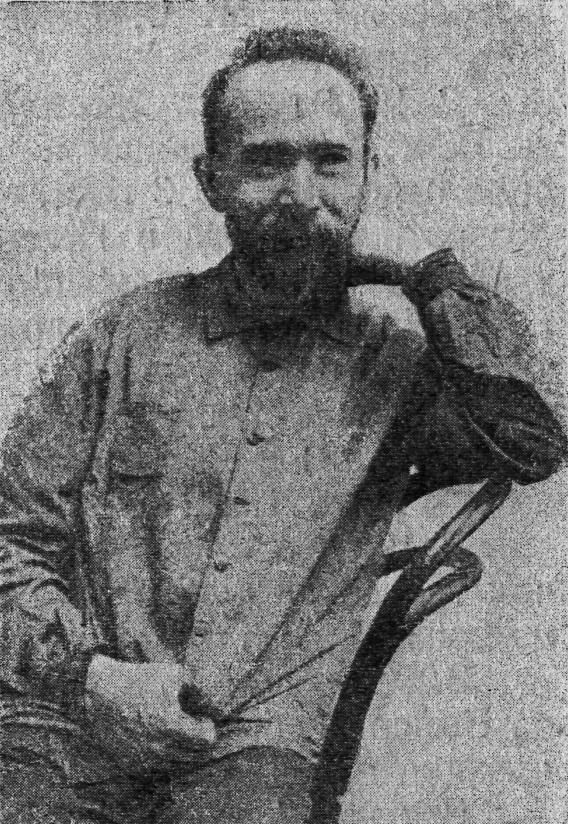
Alekséi Yegórovich Karelin.

Karélina se implicó en el movimiento obrero ruso a la edad de 20 años, cuando se unió a un círculo de trabajadores liderado por Fiódor Afanásiev. El círculo formaba parte del grupo de Brúsnev, una de las primeras organizaciones socialistas de Rusia. El círculo organizó talleres de formación impartidos por intelectuales tales como Leonid Krasin y Stepán Rádchenko, lecturas de literatura ilegal, discusiones sobre asuntos económicos y estudios marxistas. En 1891, Karélina organizó su propio círculo de mujeres tejedoras como parte del grupo de Brúsnev.
En 1892, Karélina fue arrestada por participar en actos del Día Internacional de los Trabajadores y asistir a una reunión política ilegal en el Cementerio Vólkovo. Fue sentenciada a seis meses en la prisión de Shpalerka. Tras ser liberada, se trasladó a Járkov, pero fue encarcelada de nuevo por los mismos cargos. Finalmente salió de prisión en 1894.
En 1896, Karélina volvió a San Petersburgo y prosiguió su compromiso fuera de la ley con el movimiento obrero. Participó en una huelga de tejedoras y, como representante de los círculos de trabajadores, se involucró con la Liga de Lucha por la Emancipación de la Clase Obrera de Vladímir Lenin. Se reunió con Lenin en varias ocasiones.
En 1897, Karélina y su marido Alekséi Karelin se trasladaron a la Isla Vasilievski y establecieron un círculo de impresores. El círculo colaboró con el Partido Obrero Socialdemócrata de Rusia (POSDR) para diseminar literatura ilegal y se convirtió en una parte influyente del movimiento socialista en San Petersburgo.

## Asamblea de Gapón

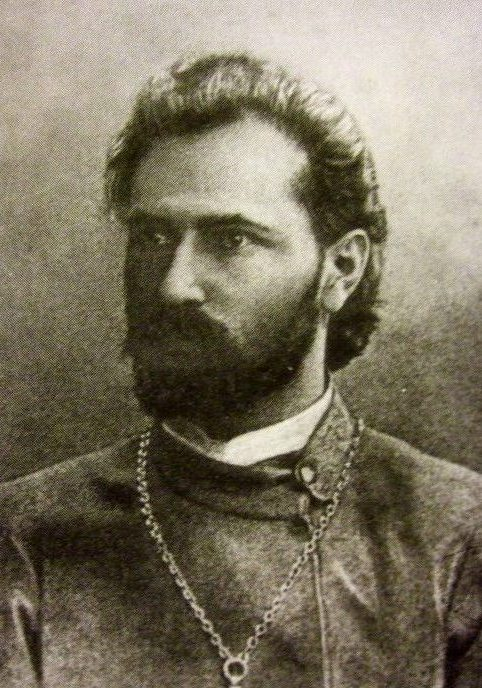
Gueorgui Apolónovich Gapón.

A comienzos de la primera década del siglo XX, las autoridades rusas, por iniciativa del administrador de policía Serguéi Zubátov, trataron de combatir el socialismo revolucionario mediante la creación de sindicatos legales y a favor del gobierno. En San Petersburgo, apoyaron la creación de la Asamblea de Trabajadores Rusos de Fábricas de San Petersburgo, liderada por el sacerdote ortodoxo Gueorgui Gapón. Al principio, el círculo de Karelin tuvo una opinión negativa de la Asamblea de Gapón, a la que consideraba como «socialismo de la policía». Sin embargo, tras reunirse con Gapón en 1903, los Karelin llegaron a la conclusión de que era «un hombre honesto» y decidieron cooperar con él. Vieron una oportunidad de utilizar la Asamblea legalmente establecida para promover ideas socialistas.
Karélina se convirtió en una de las figuras más importantes de la organización de Gapón. Por recomendación de este, fue elegida dirigente de la sección de mujeres de la Asamblea. Impartió clases y organizó actividades educativas para trabajadoras en la línea del objetivo de la organización de concienciar, organizar y unir a las masas trabajadoras. Adquirió asimismo poder de decisión en la Asamblea, y formó parte del «comité secreto» de Gapón de trabajadores de máxima confianza. El comité discutía asuntos políticos y elaboraba planes de acción para los trabajadores.
De acuerdo con las memorias de I. I. Pavlov, la influencia de Karélina en la Asamblea solo estuvo por debajo de la del propio Gapón. Fue la única persona que se atrevió a debatir abiertamente con Gapón y hacerle cambiar de opinión. Como consecuencia de ella, Karélina fue la líder de facto de la «oposición» a Gapón, y bajo su influencia la Asamblea, y el propio Gapón, se politizó cada vez más, alinéandose con su punto de vista. Por su parte, Gapón trató a Karélina con mucho respeto. En privado, la describió como «una mujer de extraordinario poder espiritual, capaz de encabezar el proletariado femenino («как о женщине необыкновенной духовной силы, способной стать во главе женского пролетариата»).

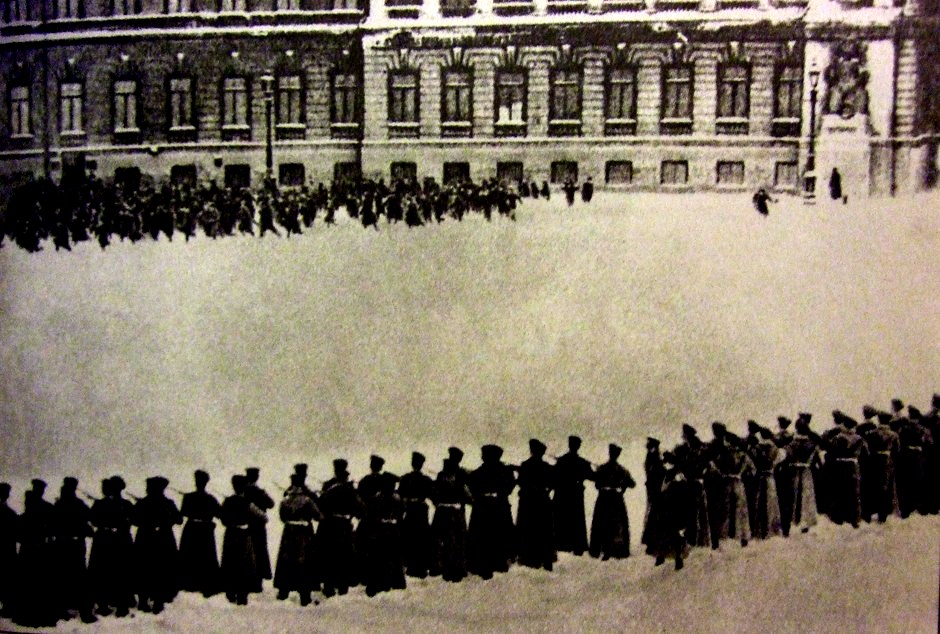
La marcha de trabajadores se encuentra con la Guardia Imperial en el Domingo Sangriento. Fotografía de Karl Bulla (1905).

Karélina participó en la planificación de una marcha de trabajadores el 9 de enero de 1905 (el Domingo Sangriento). Su «oposición» estuvo a favor de hacer demandas políticas inmediatas, pero Gapón consideró que esto era prematuro. El día antes de la marcha, Karélina arengó a las secciones de la Asamblea, impulsando a las mujeres a unirse a la marcha y compartir el destino de sus maridos. Presuntamente, no anticipaba un resultado pacífico. En uno de sus discursos, dijo a las mujeres:

Милые, не надо бояться смерти! Что смерть! Разве наша жизнь не страшнее смерти? Девушки, милые, не бойтесь смерти...
Queridas, ¡no temáis a la muerte! ¿Qué es la muerte? ¿Acaso no son nuestras vidas peores que la muerte? Chicas, queridas, no temáis a la muerte...

La mañana del Domingo Sangriento, Karélina y su marido encabezaron una sección de la marcha desde la Isla Vasilievski hasta el Palacio de Invierno. La Guardia Imperial disparó contra la sección, dispersándola, lo que se saldó con unas mil víctimas y el estallido de la Revolución rusa de 1905.

## Después del Domingo Sangriento
Gapón huyó de Rusia poco después del Domingo Sangriento, y su Asamblea fue disuelta. Karélina siguió trabajando en la clandestinidad y en octubre de 1905 fue elegida para el Sóviet de San Petersburgo.
Karélina mantuvo el contacto con Gapón, y colaboró con él en su idea de «Sindicato Ruso de Trabajadores». Incluso fue una de las pocas personas que siguieron fieles a la causa de Gapón después de su muerte. En el funeral de Gapón, que fue asesinado en 1906, Karélina dio un discurso en el que clamó venganza contra sus asesinos.
En los siguientes años, Karélina participó en el movimiento cooperativo y ayudó a crear un «Sindicato Obrero» en 1907 (que fue rápidamente desmantelado por las autoridades) y posteriormente cooperativas rurales en el distrito de Yamburgo. También escribió varios ensayos sobre los comienzos del movimiento obrero.